# Чарна (Ланьцутський повіт)
Чарна (пол. Czarna) — село в Польщі, у гміні Чорна Ланьцутського повіту Підкарпатського воєводства.
Населення — 1756 осіб (2011).

## Демографія
Демографічна структура станом на 31 березня 2011 року:
|          | Загалом | Допрацездатний вік | Працездатний вік | Постпрацездатний вік |
| -------- | ------- | ------------------ | ---------------- | -------------------- |
| Чоловіки | 884     | 222                | 580              | 82                   |
| Жінки    | 872     | 176                | 519              | 177                  |
| Разом    | 1756    | 398                | 1099             | 259                  |